# Tarifverbund Schaffhausen

Logo des Tarifverbund Schaffhausen

Der Tarifverbund Schaffhausen, auch bekannt unter dem Marketingnamen FlexTax, war ein Tarifverbund in der Schweiz. Er entstand im Jahr 1988 und war anfangs nur für Abonnemente gültig. 2013 wurde der Tarifverbund zusätzlich auch auf Einzelbillette, Tages- und Mehrfahrtenkarten ausgeweitet. Das Tarifgebiet umfasste den Kanton Schaffhausen als Kerngebiet sowie die zur Agglomeration Schaffhausen zählenden Gebiete des Kantone Thurgau und Zürich sowie Süddeutschlands.
Mit dem Fahrplanwechsel 2017 wurde der Tarifverbund Schaffhausen in den Tarifverbund Ostwind integriert. Der Tarifverbund Flextax war zu klein, um mittelfristig als selbstständiger Verbund weitergeführt zu werden.

## Tarifpartner

### Bus
- Verkehrsbetriebe Schaffhausen
- Regionale Verkehrsbetriebe Schaffhausen RVSH „SchaffhausenBus“
- Südbadenbus
- PostAuto Schweiz AG

### Bahn
- Schweizerische Bundesbahnen
- Thurbo
- Deutsche Bahn